# Christo Popow
Christo Georgiew Popow (bułg. Христо Георгиев Попов, ur. 30 grudnia 1858 w Szumenie, zm. 28 października 1951 w Sofii) – bułgarski wojskowy i polityk, podpułkownik, deputowany do Zgromadzenia Narodowego 10. (1899–1900), 16. (1913) i 17. (1914–1919) kadencji, w latach 1915-1916 minister spraw wewnętrznych Carstwa Bułgarii.

## Życiorys
Urodził się w Szumenie, był synem Georgi Popowa i Penki. W latach 1875–1876 pracował jako nauczyciel w miejscowej szkole. W czasie wojny rosyjsko-tureckiej wstąpił na służbę rosyjską. W 1879 ukończył szkołę wojskową w Sofii, a następnie kształcił się w Nikołajewskiej Akademii Sztabu Generalnego w Petersburgu. 11 września 1885 objął komendę nad 1 sofijskim pułkiem piechoty i wraz z nim wziął udział w wojnie z Serbią. Walczył w bitwie pod Sliwnicą (5-7 listopada 1885), dowodząc lewym skrzydłem armii bułgarskiej, które odparło atak serbskiej dywizji Morava. Następnie walczył w bitwie pod Gurguliat i w ofensywie w kierunku Pirotu. Za udział w wojnie z Serbią został uhonorowany Orderem Waleczności 3 klasy.
W sierpniu 1886 wziął udział w przewrocie wojskowym, który miał na celu odsunięcie od władzy Aleksandra Battenberga. 12 stycznia 1889 zwolniony z armii w stopniu majora. W tym samym roku wyjechał do Genewy, gdzie ukończył studia prawnicze. Po powrocie do kraju związał się z Partią Liberalną (radosławistami). Dzięki poparciu tej partii w latach 1899–1901 pełnił funkcję burmistrza Sofii. Za jego rządów rozpoczęto elektryfikację stolicy i uruchomiono pierwszą linię tramwajową.
Uczestniczył w wojnach bałkańskich, a po jej zakończeniu znalazł się w składzie komisji śledczej, która miała zbadać przyczyny klęski w II wojnie bałkańskiej. W 1915 objął stanowisko ministra spraw wewnętrznych w rządzie Wasiła Radosławowa. W 1923 osądzony i skazany na 10 lat więzienia za działalność w rządzie, który doprowadził do wojny. W lipcu 1924 amnestionowany, porzucił czynną karierę polityczną.

## Awanse
- podporucznik (Подпоручик) (1879)
- porucznik (Поручик) (1882)
- kapitan (Капитан) (1885)
- major (Майор) (1886)
- podpułkownik (Подполковник) (1913)